# UNESCO Ziua Mondială a Ingineriei pentru Dezvoltare Durabilă
Ziua Mondială a Ingineriei pentru Dezvoltare Durabilă (în engleză World Engineering Day for Sustainable Development – WED) este una dintre Zilele Internaționale UNESCO și este sărbătorită în fiecare an la data de 4 martie. A fost proclamată de Conferința Generală a UNESCO la 25 noiembrie 2019, pe baza unei propuneri a Federației Mondiale a Organizațiilor de Inginerie (în engleză World Federation of Engineering Organizations – WFEO).
Este sărbătorită de instituții profesionale de inginerie importante, cum ar fi Institution of Civil Engineers, China Association for Science and Technology, Engineers Canada, Engineers Australia, Ingénieurs et scientifiques de France, de organizații neguvernamentale ca DiscoverE, Engineers Without Borders, de universități ca Imperial College London sau Technische Hochschule Georg Agricola și de corporații care sprijină evenimentul.
Prima ediție a WED din 2019, precum și următoarele, au fost organizate simultan atât online, cât și la fața locului, găzduite de UNESCO, WFEO, instituții de inginerie membre ale WFEO, popularizând acțiunea în media de socializare prin mesaje pe tema evenimentului și prin colaborarea cu agențiile ONU, cum ar fi Programul Națiunilor Unite pentru Mediu (în engleză United Nations Environment Programme – UNEP), corporații, alte asociații, media și studenți.
În 2022, conceptul s-a extins cu o difuzare de 24 de ore găzduită de WFEO, în care au fost prezentate sărbători în diferite regiuni ale lumii.  În România, în 2022, evenimentul a fost sărbătorit de Asociația Generală a Inginerilor din România printr-o conferință.
Din 2022, sărbătoarea cuprinde și evenimente globale, cum ar fi un concurs internațional de tip hackathon pentru studenții de la inginerie pe tema problemelor de dezvoltare durabilă.